# 南九州西回り自動車道
南九州西回り自動車道（みなみきゅうしゅうにしまわりじどうしゃどう）は、熊本県八代市を起点とし、水俣市、鹿児島県出水市、阿久根市、薩摩川内市等を経由して鹿児島県鹿児島市に至る予定の延長約140 kmの高規格幹線道路（国土交通大臣指定に基づく高規格幹線道路（一般国道の自動車専用道路）（B路線））である。一般国道3号に指定されている。
道路利用者へ向けた案内標識上の道路名は、南九州自動車道（みなみきゅうしゅうじどうしゃどう、英語: MINAMI-KYUSHU EXPWY）であり、略称は南九州道（みなみきゅうしゅうどう）。
高速道路等ナンバリング（高速道路等路線番号）では南九州西回り自動車道の全線（八代ジャンクション〈JCT〉 - 鹿児島インターチェンジ〈IC〉）に「E3A」が割り振られている。

## 概要
熊本県の八代市から鹿児島県のいちき串木野市までは八代海（不知火海）、東シナ海の沿岸部を通り、いちき串木野市からは薩摩半島を横断し、鹿児島県の県庁所在地である鹿児島市に至る高速道路。正式名称の「西回り」は、九州南部の西岸を通るルートであることに由来する。概ね九州新幹線や鹿児島本線、肥薩おれんじ鉄道に沿ったルートとなっている。
南九州西回り自動車道が全線開通することにより、九州自動車道とのダブルネットワークを形成し、災害時であっても鹿児島県と福岡・熊本方面のネットワークを維持できるほか、九州自動車道の八代市からえびの市にかけての区間にある肥後トンネル、加久藤トンネルといった危険物積載車両の通行が禁止されている長大トンネルを高規格幹線道路のみで回避することが可能となる。

### 高速道路ナンバリング
高速道路ナンバリングは、南九州西回り自動車道全線に対して「E3A」が付番されている。付番ルールでは並行する一般国道の番号を使用することとなっており、この付与ルールでは全線で並行している国道3号から「E3」となるところであるが、先行して整備された九州自動車道の路線番号に「E3」が付番されており、区別するために南九州道では末尾に「A」が付けられている。

## 開通状況
熊本県側は起点である八代市の八代JCTから水俣市の水俣ICまで開通している。八代JCT - 日奈久IC間はNEXCO西日本が管轄する有料区間である八代日奈久道路として、日奈久IC - 芦北IC間が日奈久芦北道路、芦北IC - 水俣IC間が芦北出水道路としてそれぞれ国土交通省管轄の無料区間となっている。
鹿児島県側は、出水市の出水ICから阿久根市の阿久根ICおよび、薩摩川内市の薩摩川内水引ICから終点である鹿児島市の鹿児島ICまで開通している。出水IC - 阿久根IC間が出水阿久根道路、薩摩川内水引IC - 薩摩川内都IC間が川内隈之城道路、薩摩川内都IC - 市来IC間が川内道路としてそれぞれ国土交通省管轄の無料区間として、市来IC - 鹿児島西IC間はNEXCO西日本が管轄する有料道路区間である鹿児島道路として、鹿児島西IC - 鹿児島IC間は無料の一般道路（自動車専用道路、国道3号バイパス）として開通している。
2019年3月2日現在、総延長140 km中103.2 kmが供用中であり、供用率は72.7パーセントである。
芦北出水道路の水俣IC - 出水IC間（16.3 km）、阿久根川内道路の阿久根IC - 薩摩川内水引IC（22.4 km）間についてはミッシングリンクとなっており、未開通の両区間共に国土交通省管轄の無料区間として事業中であるが、全線開通の目処は立っていない。

## 歴史

### 経緯
国土開発幹線自動車道建設法に基づく基本計画策定時に、九州縦貫自動車道の終点を鹿児島市にするか宮崎市にするかで揉めた経緯があり、結局は両方の顔を立てて九州縦貫自動車道の路線は中間を通ることとなった。
1987年（昭和62年）6月30日に閣議決定された第四次全国総合開発計画において九州縦貫自動車道の路線から外れた熊本県八代市から鹿児島県鹿児島市に至る路線が「南九州西回り自動車道」として計画路線に定められた。
この路線は沿線となる水俣市を中心にチッソが海に流した廃液により引き起こされた公害病である水俣病によって疲弊した水俣市周辺地域の再生振興につながるとして1997年（平成9年）の「水俣病に関する関係閣僚会議申し合わせ」により整備を図るとされている。

### 年表

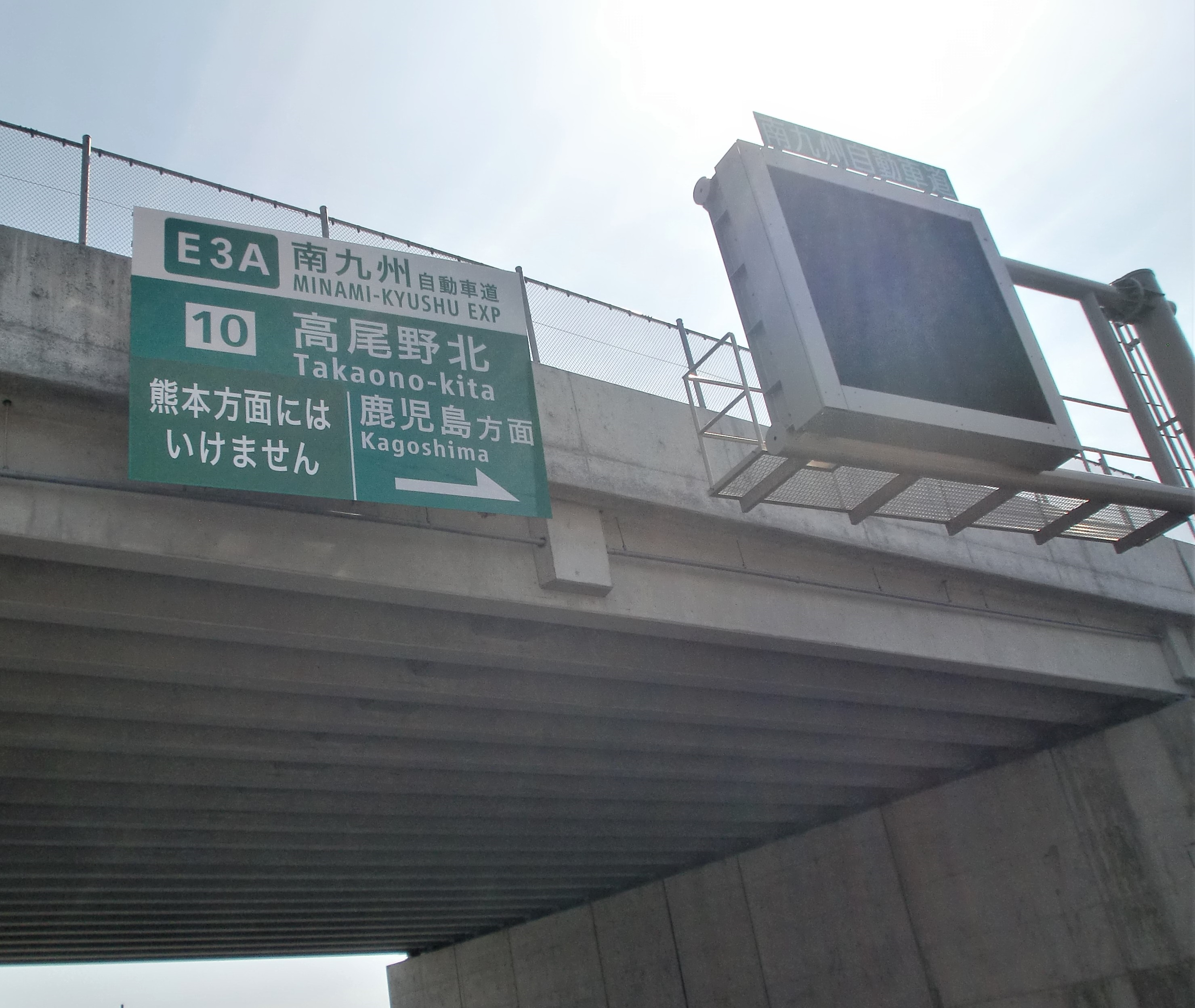
九州では初、全国2番目に設置された高尾野北ICの高速道路ナンバリング対応標識。南九州道の路線番号である「E3A」が表記されている。

- 1987年（昭和62年）6月30日 : 第四次全国総合開発計画が閣議決定されたことにより、熊本県八代市から西回りに鹿児島県鹿児島市まで至るルートが南九州西回り自動車道として「国土交通大臣指定に基づく高規格幹線道路（一般国道の自動車専用道路）」の計画路線に指定される[6]。
- 1988年（昭和63年） : 八代日奈久道路（八代JCT - 日奈久IC）及び鹿児島道路（市来IC - 鹿児島IC）が事業化される。
- 1988年（昭和63年）10月19日 : 鹿児島西ICから鹿児島IC間が供用を開始し、九州自動車道と接続する。
- 1991年（平成3年） : 川内道路（薩摩川内都IC - 市来IC）、日奈久芦北道路（日奈久IC - 芦北IC）が事業化される。
- 1993年（平成5年） : 芦北出水道路（芦北IC - 出水IC）が事業化される。
- 1995年（平成7年） : 川内隈之城道路（薩摩川内水引IC - 薩摩川内都IC）が事業化される。
- 1997年（平成9年） : 出水阿久根道路（出水IC - 阿久根北IC）が事業化される。
- 1998年（平成10年）
  - 3月26日 : 伊集院ICから鹿児島西IC間が供用を開始する。
  - 4月20日 : 八代JCTから八代南IC間が供用を開始し、これにより起点側で九州自動車道と接続する。
- 2001年（平成13年）10月6日 : 八代南ICから日奈久IC間が供用を開始する。
- 2002年（平成14年）4月6日 : 市来ICから伊集院IC間が供用を開始する。
- 2005年（平成17年）
  - 2月10日 : 市来料金所（市来IC）が廃止され、美山本線料金所が設置される。
  - 2月19日 : 日奈久料金所が廃止され、日奈久本線料金所が設置される。
  - 2月27日 : 日奈久ICから田浦IC間が供用を開始する。
  - 3月13日 : 串木野ICから市来IC間が供用を開始する[9]。
- 2006年（平成18年） : 出水阿久根道路の事業区間に阿久根北IC - 阿久根IC間が追加される。
- 2007年（平成19年）3月3日 : 薩摩川内都ICから串木野IC間が供用を開始する。
- 2008年（平成20年）3月31日 : 美山ICが供用を開始する。
- 2009年（平成21年）4月29日 : 田浦ICから芦北IC間が供用を開始する。
- 2010年（平成22年）6月28日 : 八代JCTから日奈久IC間・市来ICから鹿児島西IC間で、高速道路無料化社会実験が開始される[10]。
- 2011年（平成23年）6月19日 : 同日24時をもって高速道路無料化社会実験が終了される[11]。
- 2012年（平成24年）8月24日 : 川内IC、高江ICの正式名称を、それぞれ薩摩川内水引IC、薩摩川内高江ICに決定する[12]。
- 2013年（平成25年）3月10日 : 薩摩川内水引ICから薩摩川内高江IC間が供用を開始する[13][14]。
- 2015年（平成27年）
  - 3月7日 : 薩摩川内高江ICから薩摩川内都IC間が供用を開始[4]。
  - 3月29日 : 阿久根北ICから阿久根IC間が供用を開始[4]。
  - 2015年度 : 阿久根川内道路（阿久根IC - 薩摩川内水引IC）が事業化される[15][16]。これにより南九州西回り自動車道の全線が事業化された。
  - 12月19日 : 野田ICから阿久根北IC間が供用を開始[17]。
- 2016年（平成28年）
  - 2月27日 : 芦北ICから津奈木IC間が供用を開始[18]。
  - 10月31日 : 出水IC、高尾野IC（いずれも仮称）の正式名称をそれぞれ出水IC、高尾野北ICに決定する[19]。
- 2017年（平成29年）
  - 3月11日 : 高尾野北ICから野田IC間が供用を開始。また、九州では初めて、全国では2番目となる高速道路ナンバリング対応標識が設置された[20]。
  - 11月12日 : 出水ICから高尾野北IC間が供用を開始[21]。
- 2019年（平成31年/令和元年）
  - 3月2日 : 津奈木ICから水俣IC間が供用を開始[22]。
  - 9月4日 ： 国土交通省が南九州道の暫定2車線区間のうち、八代南IC - 日奈久IC間と美山IC - 伊集院IC間を10 - 15年後を目処に4車線化する優先整備区間に選定する方針を発表[23][24][25]。
  - 10月20日 : 供用中の出水ICから阿久根ICまでの区間の本線をコースとしたマラソン大会「第31回出水ツルkoiマラソン大会〜ツルに恋してハイウェイRUN〜」が行われる。供用中の高速道路の本線上で行われたマラソン大会は九州地方では初である[26][27]。
- 2020年（令和2年）
  - 3月10日 : 国土交通省が南九州道の4車線化優先整備区間のうち、2020年度に新たに4車線化事業に着手する候補箇所として美山IC - 伊集院IC間の一部を選定[28][29][30]。
  - 3月31日 : 鹿児島道路の美山IC - 伊集院IC間の一部において、国土交通省より4車線化工事の事業許可を受ける[31][32][33]。
  - 4月1日 : 日奈久IC - 水俣IC間の道路管理者が国土交通省九州地方整備局 熊本河川国道事務所から八代河川国道事務所に変更[34]。

#### 開通予定年度
- 未定 : 水俣IC - 出水IC、阿久根IC - 薩摩川内水引IC

## インターチェンジなど
- IC番号欄の背景色が■である部分については道路が開通済みの区間を示す。
また、施設名欄の背景色が■である部分は施設が供用開始されていない、または完成していないことを示す。
未開通区間の名称は仮称である。
- 英略字は以下の右記の通り。IC : インターチェンジ、JCT : ジャンクション、TB : 本線料金所、BS : バスストップ、TN : トンネル
- BS（バス停留所）のうち、○は運用中、◆は休止中の施設。無印はBSなし。

- 八代JCT - 日奈久IC : 国道3号 八代日奈久道路《有料》
- 日奈久IC - 芦北IC : 国道3号 日奈久芦北道路
- 芦北IC - 出水IC : 国道3号 芦北出水道路
- 出水IC - 阿久根IC : 国道3号 出水阿久根道路
- 阿久根IC - 薩摩川内水引IC : 国道3号 阿久根川内道路
- 薩摩川内水引IC - 薩摩川内都IC : 国道3号 川内隈之城道路
- 薩摩川内都IC - 市来IC : 国道3号 川内道路
- 市来IC - 鹿児島西IC : 国道3号 鹿児島道路《有料》
- 鹿児島西IC - 鹿児島IC : 国道3号 鹿児島道路

| IC 番号                              | 施設名           | 接続路線名                                       | 八代 から (km) | BS | 備考                      | 所在地   | 所在地         | 所在地         |
| ------------------------------------ | ---------------- | ------------------------------------------------ | -------------- | -- | ------------------------- | -------- | -------------- | -------------- |
| E3 九州自動車道（福岡・熊本方面）    |                  |                                                  |                |    |                           |          |                |                |
| 18-1                                 | 八代JCT          | E3 九州自動車道福岡・熊本方面                    | 0.0            |    | 九州道は 熊本方面のみ接続 | 熊本県   | 八代市         | 八代市         |
| 1                                    | 八代南IC         | 国道3号（現道）                                  | 6.6            |    |                           | 熊本県   | 八代市         | 八代市         |
| -                                    | 日奈久本線TB     |                                                  | 10.4           |    |                           | 熊本県   | 八代市         | 八代市         |
| 2                                    | 日奈久IC         | 国道3号（現道）                                  | 12.0           |    |                           | 熊本県   | 八代市         | 八代市         |
| 3                                    | 田浦IC           | 国道3号（現道）                                  | 20.8           |    | 道の駅たのうらに隣接      | 熊本県   | 葦北郡         | 芦北町         |
| 4                                    | 芦北IC           | 県道27号芦北球磨線                               | 28.8           |    | 道の駅芦北でこぽんに隣接  | 熊本県   | 葦北郡         | 芦北町         |
| 5                                    | 津奈木IC         | 国道3号（現道）                                  | 36.5           |    |                           | 熊本県   | 葦北郡         | 津奈木町       |
| 6                                    | 水俣IC           | 国道3号（現道） 国道268号                        | 42.1           |    |                           | 熊本県   | 水俣市         | 水俣市         |
| -                                    | 袋IC             | 国道3号（予定）                                  | 49.5           |    | 事業中                    | 熊本県   | 水俣市         | 水俣市         |
| -                                    | 出水北IC         |                                                  | 53.9           |    | 事業中                    | 鹿児島県 | 出水市         | 出水市         |
| -                                    | 本線直結型道の駅 |                                                  | 55.4           |    | 計画中                    | 鹿児島県 | 出水市         | 出水市         |
| 9                                    | 出水IC           | 国道328号                                        | 58.4           |    |                           | 鹿児島県 | 出水市         | 出水市         |
| 10                                   | 高尾野北IC       | 県道374号出水高尾野線                            | 62.3           |    |                           | 鹿児島県 | 出水市         | 出水市         |
| 11                                   | 野田IC           | 県道368号荒崎田代線                              | 65.1           |    |                           | 鹿児島県 | 出水市         | 出水市         |
| 12                                   | 阿久根北IC       | 国道3号（現道） 国道389号 北薩横断道路（事業中） | 69.1           |    |                           | 鹿児島県 | 阿久根市       | 阿久根市       |
| 13                                   | 阿久根IC         | 県道46号阿久根東郷線                             | 73.3           |    |                           | 鹿児島県 | 阿久根市       | 阿久根市       |
| -                                    | 西目IC           | 国道3号（予定）                                  | 77.4           |    | 事業中                    | 鹿児島県 | 阿久根市       | 阿久根市       |
| -                                    | 大川IC           | 国道3号（予定）                                  | 82.7           |    | 事業中                    | 鹿児島県 | 阿久根市       | 阿久根市       |
| -                                    | 湯田西方IC       |                                                  | 90.5           |    | 事業中                    | 鹿児島県 | 薩摩川内市     | 薩摩川内市     |
| 17                                   | 薩摩川内水引IC   | 国道3号（現道）                                  | 95.7           |    |                           | 鹿児島県 | 薩摩川内市     | 薩摩川内市     |
| 18                                   | 薩摩川内高江IC   | 県道43号川内串木野線                             | 99.2           |    |                           | 鹿児島県 | 薩摩川内市     | 薩摩川内市     |
| 19                                   | 薩摩川内都IC     | 国道3号隈之城バイパス                            | 105.9          |    |                           | 鹿児島県 | 薩摩川内市     | 薩摩川内市     |
| 20                                   | 串木野IC         | 県道39号串木野樋脇線                             | 112.4          |    |                           | 鹿児島県 | いちき串木野市 | いちき串木野市 |
| -                                    | 市来BS           |                                                  | 115.9          | ◆  | 休止中                    | 鹿児島県 | いちき串木野市 | いちき串木野市 |
| 21                                   | 市来IC           | 国道3号（現道）                                  | 119.7          |    |                           | 鹿児島県 | いちき串木野市 | いちき串木野市 |
| -                                    | 東市来BS         |                                                  | 120.7          | ○  |                           | 鹿児島県 | 日置市         | 日置市         |
| 22                                   | 美山IC           | 市道美山神之川線                                 | 124.7          |    | 鹿児島方面出入口のみ      | 鹿児島県 | 日置市         | 日置市         |
| -                                    | 美山PA           |                                                  | 124.7          |    |                           | 鹿児島県 | 日置市         | 日置市         |
| -                                    | 美山本線TB       |                                                  | 124.9          |    |                           | 鹿児島県 | 日置市         | 日置市         |
| -                                    | 伊集院BS         |                                                  | 129.3          | ○  |                           | 鹿児島県 | 日置市         | 日置市         |
| 23                                   | 伊集院IC         | 県道206号徳重横井鹿児島線                        | 130.8          |    |                           | 鹿児島県 | 日置市         | 日置市         |
| 24                                   | 松元IC/TB        | 県道210号小山田谷山線                            | 135.6          |    |                           | 鹿児島県 | 鹿児島市       | 鹿児島市       |
| -                                    | 松元BS           |                                                  | 136.3          | ◆  | 休止中                    | 鹿児島県 | 鹿児島市       | 鹿児島市       |
| 25                                   | 鹿児島西IC       | 県道24号鹿児島東市来線                           | 141.0          |    |                           | 鹿児島県 | 鹿児島市       | 鹿児島市       |
| 29                                   | 鹿児島IC         | E3 九州自動車道 指宿スカイライン                 | 141.9          |    |                           | 鹿児島県 | 鹿児島市       | 鹿児島市       |
| 鹿児島東西幹線道路（鹿児島市街方面） |                  |                                                  |                |    |                           |          |                |                |

## 各事業区間
南九州西回り自動車道の事業区間としては、八代ジャンクションから日奈久インターチェンジまでを結ぶ八代日奈久道路、日奈久インターチェンジから芦北インターチェンジまでを結ぶ日奈久芦北道路、芦北インターチェンジから出水インターチェンジを結ぶ芦北出水道路、出水インターチェンジから阿久根インターチェンジまでを結ぶ出水阿久根道路、阿久根インターチェンジから薩摩川内水引インターチェンジまでを結ぶ阿久根川内道路、薩摩川内水引インターチェンジから薩摩川内都インターチェンジまでを結ぶ川内隈之城道路、薩摩川内都インターチェンジから市来インターチェンジまでを結ぶ川内道路、市来インターチェンジから鹿児島インターチェンジまでを結ぶ鹿児島道路がある。
道路管理者は八代日奈久道路及び鹿児島道路が西日本高速道路、日奈久芦北道路及び芦北出水道路の熊本県内の区間については国土交通省九州地方整備局八代河川国道事務所、出水芦北道路の鹿児島県内の区間及び出水阿久根道路、阿久根川内道路、川内隈之城道路、川内道路、鹿児島道路（鹿児島西IC〜鹿児島IC）は国土交通省九州地方整備局鹿児島国道事務所の管轄となる。

南九州西回り自動車道の詳細地図（2019年現在）。
地図中の赤線は有料、青線は無料である。

### 八代日奈久道路

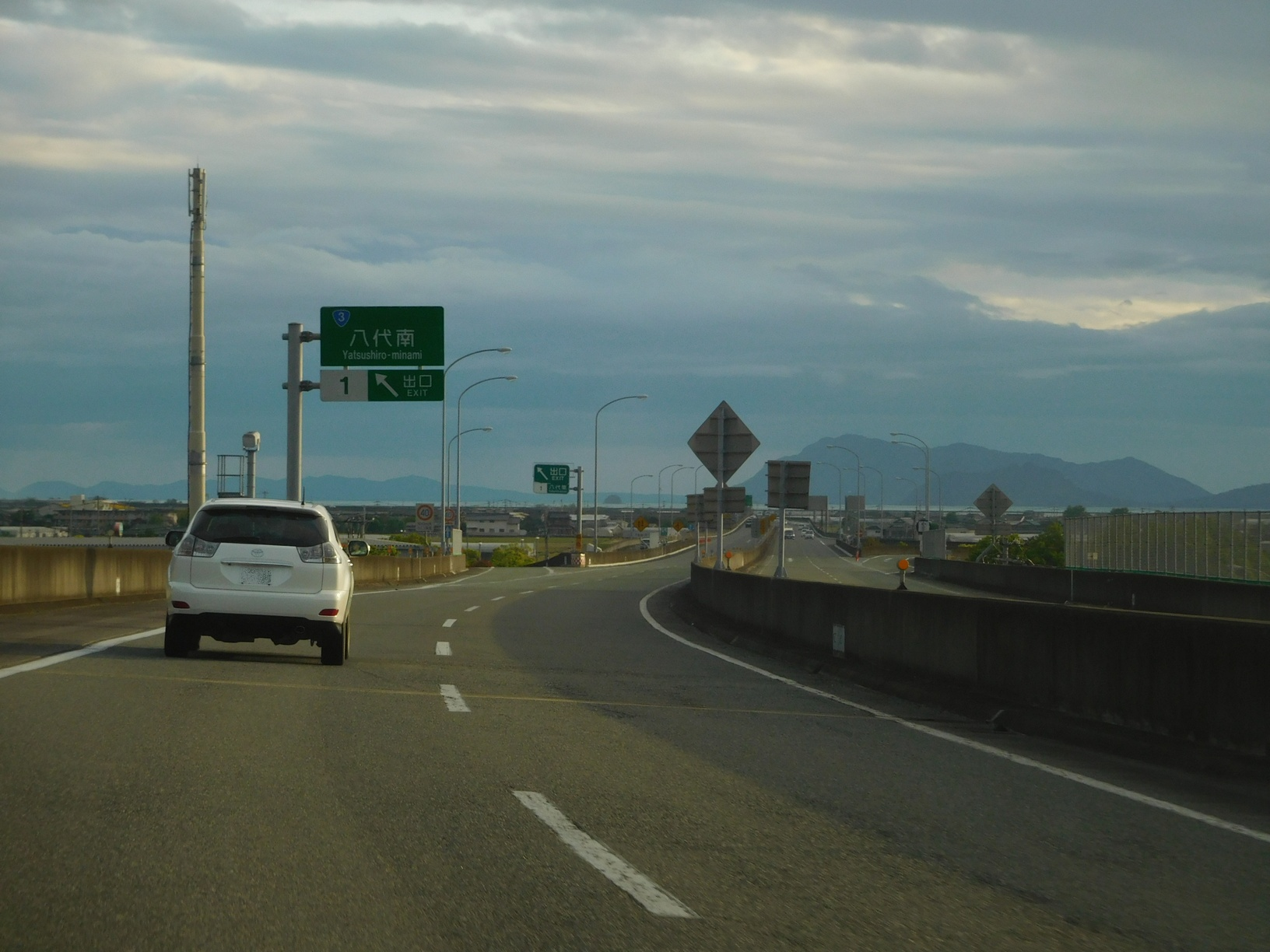
八代南IC附近

八代日奈久道路（やつしろひなぐどうろ）は、熊本県八代市東片町の八代JCTから同市日奈久下西町の日奈久ICに至る延長約12 kmの国道3号バイパス（自動車専用道路）であり、南九州西回り自動車道（高規格幹線道路）の一部である。日奈久八代道路の全区間を西日本高速道路が一般有料道路として管理している。
1988年（昭和63年度）度に事業化が決定され、1998年（平成10年）4月20日に八代JCT - 八代南IC間（6.6 km）、2001年（平成13年）10月6日には八代南IC - 日奈久IC間（5.4 km）が暫定2車線で供用開始しており、全線が供用されている。
路線データ
- 起点 熊本県八代市東片町（八代JCT）
- 終点 熊本県八代市日奈久下西町（日奈久IC）
- 全長 12.0 km
- 規格 第1種第2級
- 設計速度 100 km/h

### 日奈久芦北道路
日奈久芦北道路（ひなぐあしきたどうろ）は、熊本県八代市日奈久下西町の日奈久ICから葦北郡芦北町大字花岡の芦北ICに至る延長16.8 kmの国道3号バイパス（自動車専用道路）であり、南九州西回り自動車道（高規格幹線道路）の一部である。
1991年（平成3年）度に事業化が決定し、2005年（平成17年）2月27日に日奈久IC - 田浦IC間（8.8 km）、2009年（平成21年）4月29日には田浦IC - 芦北IC間（8.0 km）が暫定2車線で供用開始しており、全線が供用されている。
路線データ
- 起点 熊本県八代市日奈久下西町（日奈久IC）
- 終点 熊本県葦北郡芦北町花岡（芦北IC）
- 全長 16.8 km
- 規格 第1種第2級
- 道路幅員 20.5 m
- 車線数 4車線（暫定2車線）
- 車線幅員 7.0 m
- 設計速度 100 km/h（対面通行のため、現在70 km/h規制）

### 芦北出水道路
芦北出水道路（あしきたいずみどうろ）は、熊本県葦北郡芦北町大字花岡の芦北ICから鹿児島県出水市下知識町の出水ICに至る予定の延長29.6 kmの国道3号バイパス（自動車専用道路）であり、南九州西回り自動車道（高規格幹線道路）の一部である。
1991年12月3日に水俣IC - 県境（出水IC・出水北IC）間が整備計画区間に指定され、1993年（平成5年）度に事業化された。1997年（平成9年）2月3日には芦北IC - 水俣IC間が整備計画区間に指定され、2007年（平成19年）3月5日：水俣IC - 県境間、県境 - 出水IC間が都市計画決定された。2016年（平成28年）2月27日に芦北IC - 津奈木IC間が、2019年（平成31年）3月2日に津奈木IC - 水俣IC間が開通した。
路線データ
- 起点 熊本県葦北郡芦北町花岡（芦北IC）
- 終点 鹿児島県出水市下知識町（出水IC）
- 全長 29.6 km
- 規格 第1種第3級
- 道路幅員 20.5 m
- 車線数 4車線（暫定2車線）
- 車線幅員 7.0 m
- 設計速度 80 km/h

### 出水阿久根道路

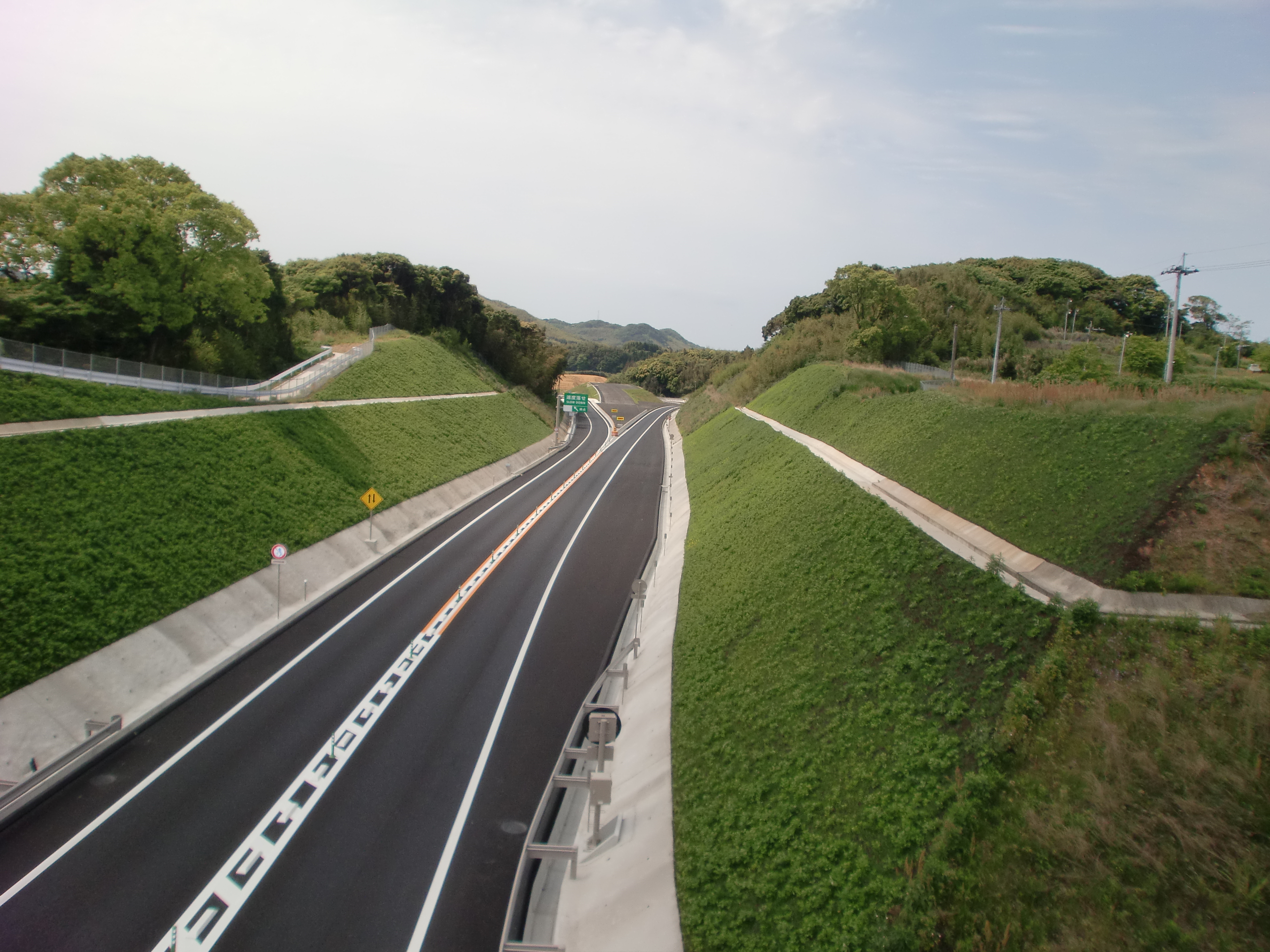
阿久根IC北側から鹿児島方面を望む

出水阿久根道路（いずみあくねどうろ）は、鹿児島県出水市下知識町の出水ICから阿久根市鶴川内の阿久根ICに至るの全長14.9 kmの国道3号バイパス（自動車専用道路）であり、南九州西回り自動車道（高規格幹線道路）の一部である。
1997年（平成9年）に出水IC - 阿久根北IC間が出水阿久根道路として事業化され、2006年（平成18年）に阿久根北IC - 阿久根IC間が出水阿久根道路の事業区間に追加された。
2008年（平成20年）3月15日に出水IC - 阿久根IC間が着工した。2015年3月29日に阿久根北IC - 阿久根IC間が、2015年12月19日には野田IC - 阿久根北IC間が、2017年3月11日には高尾野北IC - 野田IC間がそれぞれ開通。2017年11月12日に出水IC - 高尾野北IC間が開通し、これにより全線が供用された。
路線データ
- 起点：鹿児島県出水市下知識町（出水IC）
- 終点：鹿児島県阿久根市鶴川内（阿久根IC）
- 全長：14.9 km
- 規格：第1種第3級
- 道路幅員：20.5 m
- 車線数：4車線（暫定2車線）
- 車線幅員：7.0 m
- 設計速度：80 km/h

### 阿久根川内道路
阿久根川内道路（あくねせんだいどうろ）は、鹿児島県阿久根市鶴川内の阿久根ICから鹿児島県薩摩川内市水引町の薩摩川内水引ICに至る予定の22.4 kmの国道3号バイパス（自動車専用道路）であり、南九州西回り自動車道（高規格幹線道路）の一部を構成する道路として建設される予定。
阿久根IC - 西目IC（仮称）間（4.1 km）は2005年12月9日に都市計画決定済。西目IC（仮称） - 薩摩川内水引IC間（19.3 km）は長らく都市計画決定が未策定であったが、2012年（平成24年）9月3日に国土交通省が環境影響評価法に基づく方法書を鹿児島県知事に提出し、提出を受けて鹿児島県は同年9月18日に都市計画の策定及び環境アセスメントに着手した。2013年9月17日に都市計画案が公表され、完成4車線で「大川IC」「湯田西方IC」（いずれも仮称）が設置される計画であることが明らかになった。2014年（平成26年）7月29日に環境影響評価書を公表し、都市計画を決定。
南九州西回り自動車道における最後の調査区間となっていたが、2015年度より事業化された。
なお、事業化後の2016年（平成28年）3月に阿久根市議会では、牛之浜海岸付近にサービスエリア等の整備要望に関する意見書を議決している。2018年（平成30年）10月13日に阿久根ICの本線予定地で着工式が挙行され、工事に着手した。
路線データ
- 起点：鹿児島県阿久根市鶴川内（阿久根IC）
- 終点：鹿児島県薩摩川内市水引町（薩摩川内水引IC）
- 延長 : 22.4 km
- 規格：第1種第3級
- 道路幅員：20.5 m
- 車線数：完成4車線（暫定2車線）
- 車線幅員：7.0 m
- 設計速度：80 km/h

### 川内隈之城道路

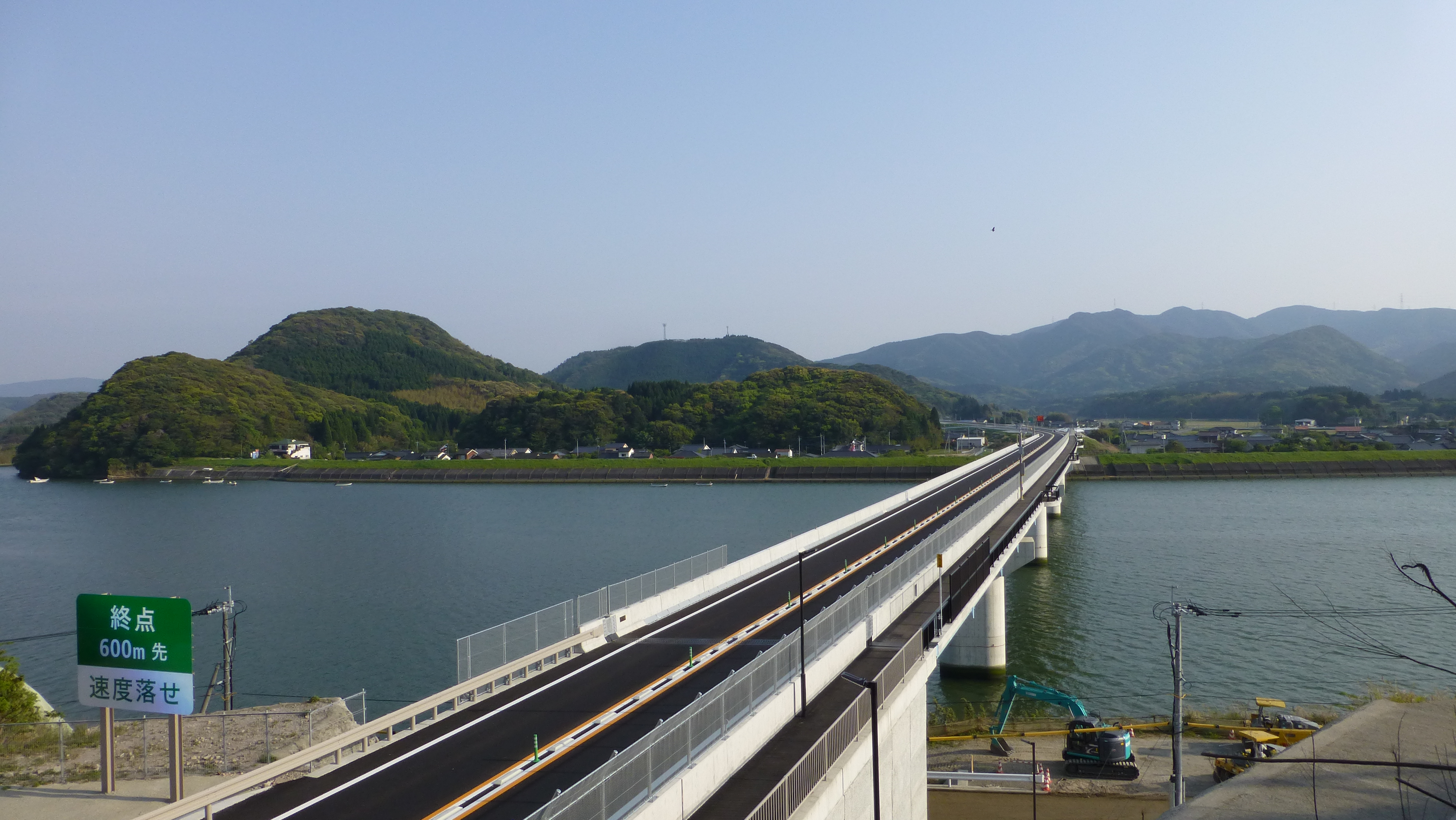
川内川大橋

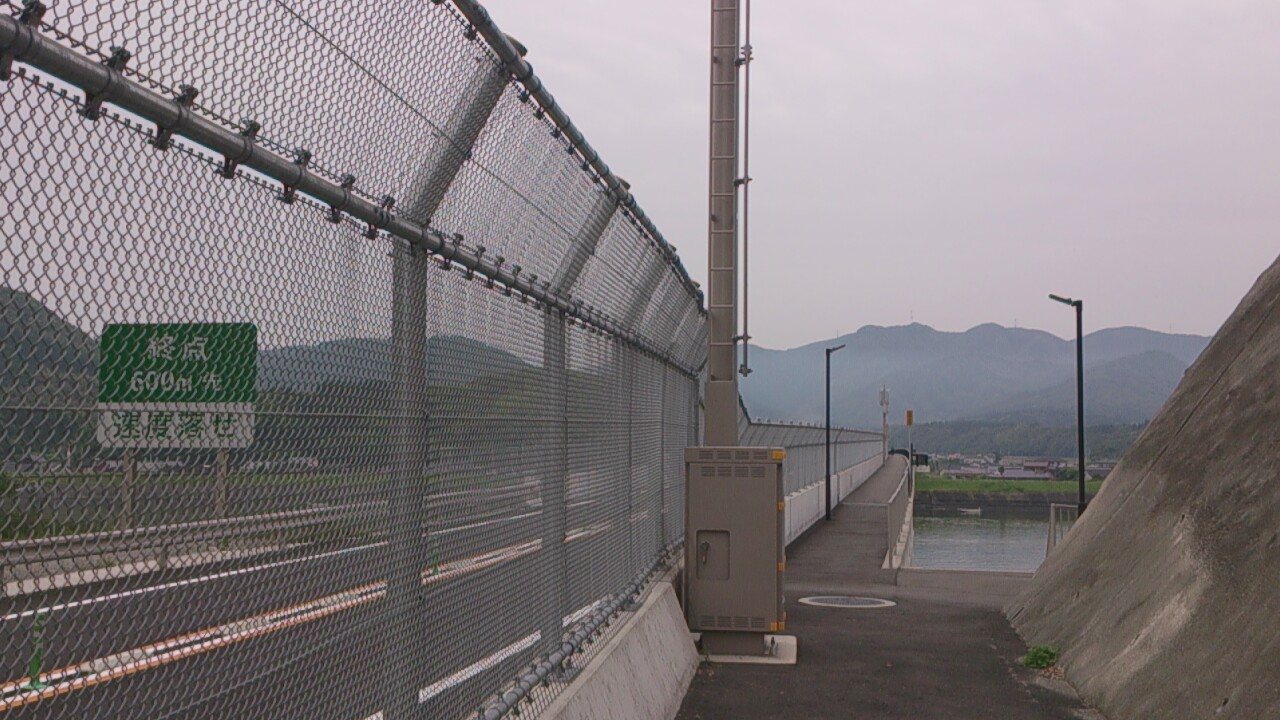
南九州西回り自動車道に併設された歩行者専用の薩摩川内市道

川内隈之城道路（せんだいくまのじょうどうろ）は、鹿児島県薩摩川内市水引町の薩摩川内水引ICから薩摩川内市都町の薩摩川内都ICに至る、延長10.2 kmの国道3号バイパス（自動車専用道路）であり、南九州西回り自動車道（高規格幹線道路）の一部である。
1995年（平成7年）に事業化し、2008年（平成20年）3月15日、薩摩川内水引ICから薩摩川内都ICまでの区間が着工した。
2013年3月10日に薩摩川内水引IC - 薩摩川内高江IC間、2015年3月7日に薩摩川内高江IC - 薩摩川内都IC間が開通し、これにより全線供用された。また、薩摩川内水引ICから薩摩川内高江IC間にある川内川大橋には歩行者専用の薩摩川内市道が併設されている。
路線データ
- 起点： 鹿児島県薩摩川内市水引町（薩摩川内水引IC）
- 終点：鹿児島県薩摩川内市都町（薩摩川内都IC）
- 延長：10.2 km
- 構造規格：第1種3級
- 車線数 暫定2車線（完成4車線）
- 設計速度：80 km/h

### 川内道路

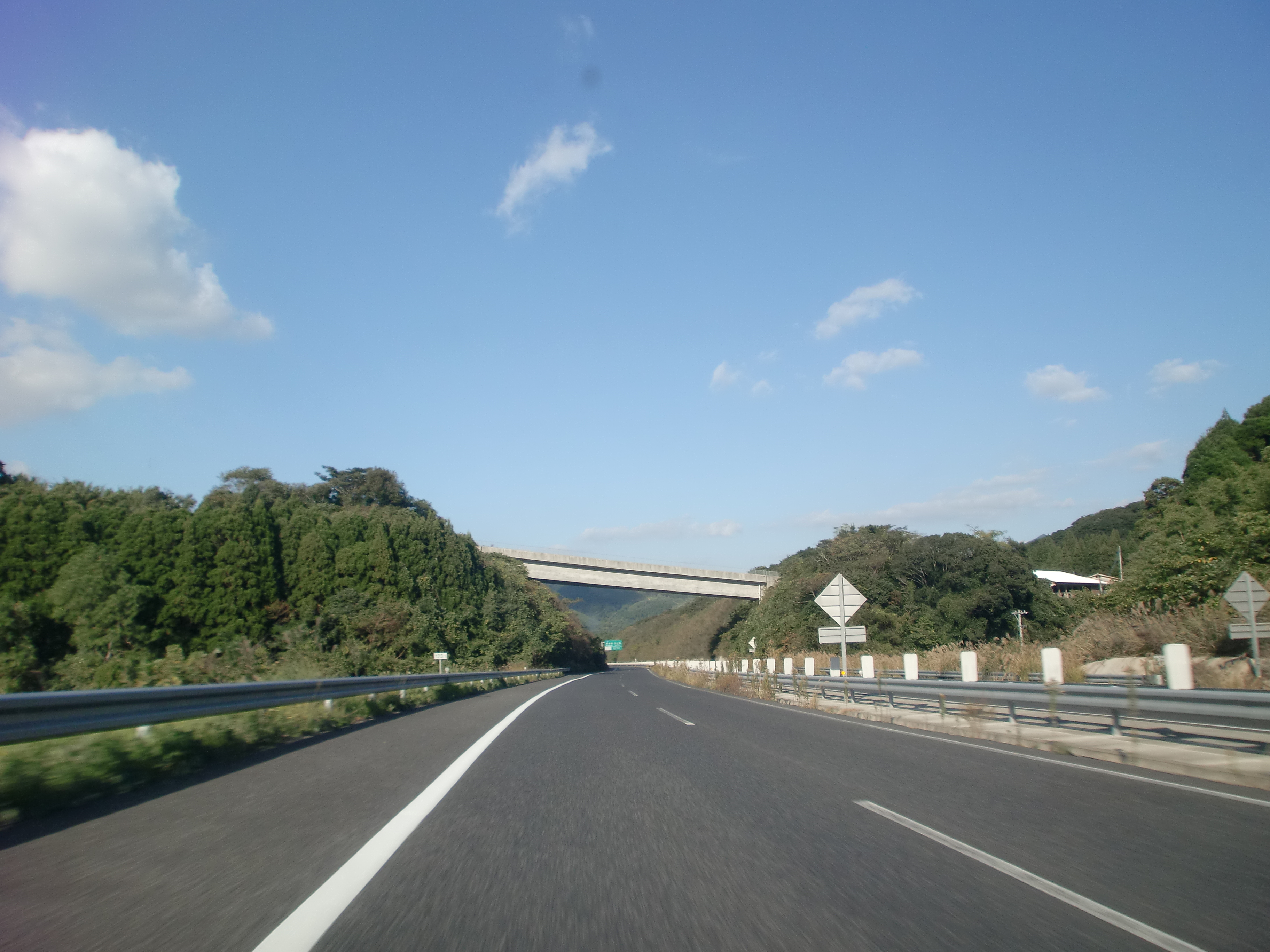
串木野IC付近

川内道路（せんだいどうろ）は、鹿児島県薩摩川内市都町の薩摩川内都ICからいちき串木野市大里の市来ICに至る延長13.8 kmの国道3号バイパス（自動車専用道路）であり、南九州西回り自動車道（高規格幹線道路）の一部である。
1991年（平成3年）度に事業化され、2005年（平成17年）3月13日には串木野IC - 市来IC（7.3 km）間、2007年（平成19年）3月3日には薩摩川内都IC - 串木野IC（6.5 km）間が供用開始され、全線供用された。
路線データ
- 起点 鹿児島県薩摩川内市都町（薩摩川内都IC）
- 終点 鹿児島県いちき串木野市大里（市来IC）
- 全長 13.8 km
- 規格
  - 第1種第2級（串木野IC〜市来IC間）
  - 第1種第3級（薩摩川内都IC〜串木野IC間）

- 道路幅員
  - 一般部 23.5 m
  - 橋梁部 22.0 m

- 車線数 暫定2車線（完成4車線）
串木野IC〜八房橋までの区間は完成4車線で建設されている。
- 車線幅員 3.5 m
- 設計速度
  - 100 km/h（串木野IC〜市来IC間）
  - 80 km/h（薩摩川内都IC〜串木野IC間）

### 鹿児島道路

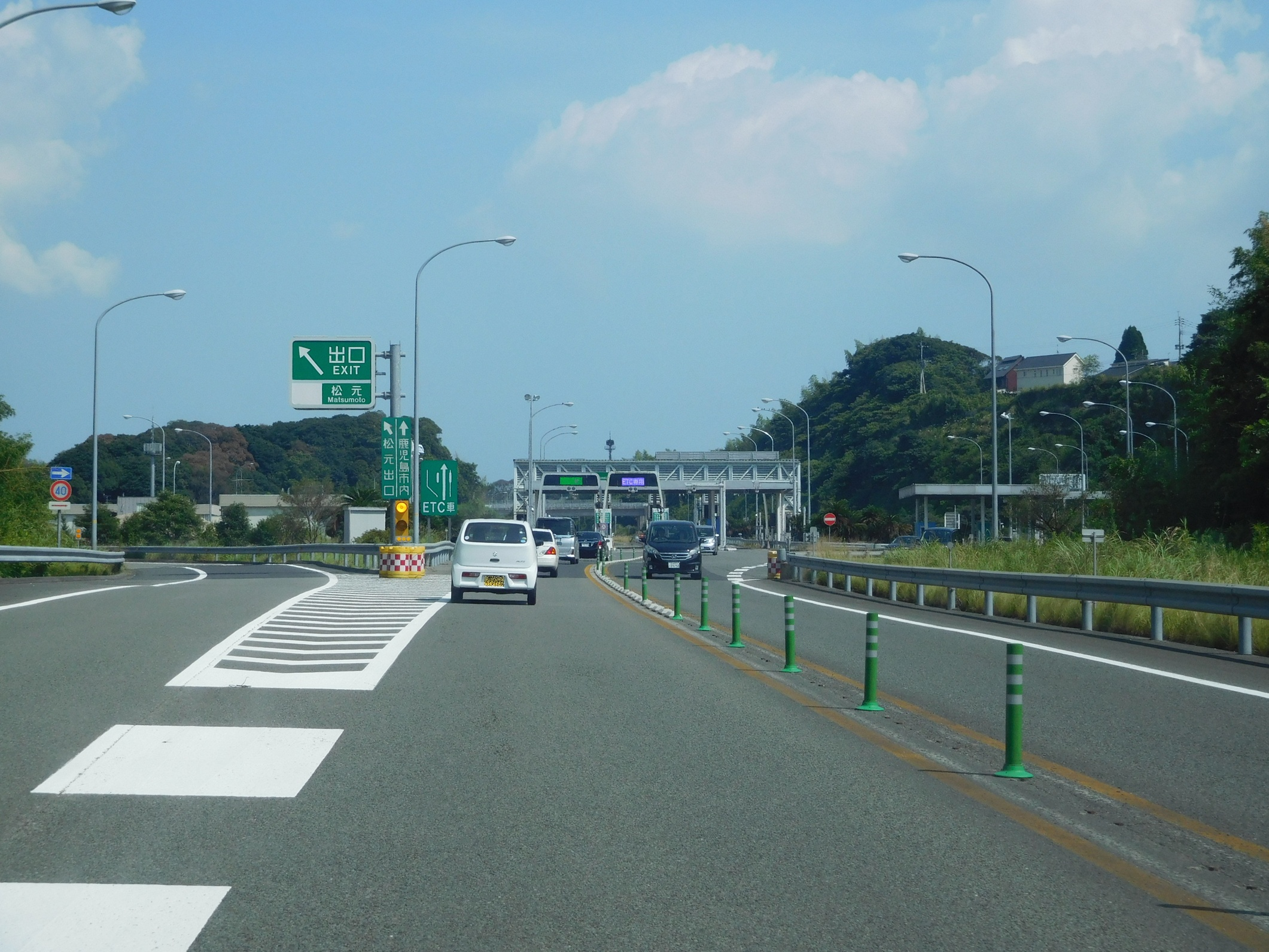
松元本線料金所と松元IC出口

鹿児島道路（かごしまどうろ）は、鹿児島県いちき串木野市大里の市来ICから鹿児島県鹿児島市田上八丁目の鹿児島ICに至る延長約22.2 kmの国道3号のバイパス（自動車専用道路）であり、南九州西回り自動車道（高規格幹線道路）の一部である。鹿児島道路のうち市来ICから鹿児島西ICまでの区間は西日本高速道路が一般有料道路として管理している。
1988年（昭和63年）度に事業化され、1988年（昭和63年）10月19日に鹿児島西IC - 鹿児島IC、1998年（平成10年）3月26日には伊集院IC - 鹿児島西IC、2002年（平成14年）4月6日には市来IC - 伊集院ICが開通し、全線供用された。
2020年（令和2年）3月10日に美山IC - 伊集院ICの暫定2車線の4車線化を計画的に推進するため、課題の大きい優先整備区間として国土交通省より選定された。同年3月30日に前述の区間の4車線化の事業許可を西日本高速道路に対して行った旨を国土交通省が発表した。
路線データ
- 起点 鹿児島県いちき串木野市大里（市来IC）
- 終点 鹿児島県鹿児島市田上八丁目（鹿児島IC）
- 全長 22.2 km
- 規格 第1種第2級
- 車線数 暫定2車線（完成4車線）
- 設計速度 100 km/h（完全供用時）

## 路線状況

### 車線・最高速度・料金
| 区間                                  | 車線 上下線=上り線+下り線 | 最高速度 | 設計速度 | 料金 | 備考 |
| ------------------------------------- | ------------------------- | -------- | -------- | ---- | ---- |
| 八代JCT - 日奈久IC                    | 2=1+1 （暫定2車線）       | 70 km/h  | 100 km/h | 有料 | ※1   |
| 日奈久IC - 芦北IC                     | 2=1+1 （暫定2車線）       | 70 km/h  | 100 km/h | 無料 |      |
| 芦北IC - 水俣IC                       | 2=1+1 （暫定2車線）       | 70 km/h  | 80 km/h  | 無料 |      |
| （水俣IC - 出水IC間未開通）           |                           |          |          |      |      |
| 出水IC - 阿久根IC                     | 2=1+1 （暫定2車線）       | 70 km/h  | 80 km/h  | 無料 |      |
| （阿久根IC - 薩摩川内水引IC間未開通） |                           |          |          |      |      |
| 薩摩川内水引IC - 薩摩川内高江IC       | 2=1+1 （暫定2車線）       | 70 km/h  | 80 km/h  | 無料 |      |
| 薩摩川内高江IC - 宮里トンネル         | 4=2+2                     | 70 km/h  | 80 km/h  | 無料 |      |
| 宮里トンネル - 串木野IC               | 2=1+1 （暫定2車線）       | 70 km/h  | 80 km/h  | 無料 |      |
| 串木野IC - 八房大橋                   | 4=2+2                     | 70 km/h  | 100 km/h | 無料 |      |
| 八房大橋 - 市来IC                     | 2=1+1 （暫定2車線）       | 70 km/h  | 100 km/h | 無料 |      |
| 市来IC - 鹿児島西IC                   | 2=1+1 （暫定2車線）       | 70 km/h  | 100 km/h | 有料 | ※2   |
| 鹿児島西IC - 鹿児島IC/JCT             | 2=1+1 （暫定2車線）       | 60 km/h  | 60 km/h  | 無料 |      |

- ※1 : 八代南IC - 日奈久IC間は4車線化優先整備区間[23][24][25]
- ※2 : 美山IC - 伊集院IC間は4車線化優先整備区間[23][24][25]

2020年度より美山IC - 伊集院IC間の2.3 Kmは4車線化工事に着手中。

### 休憩施設

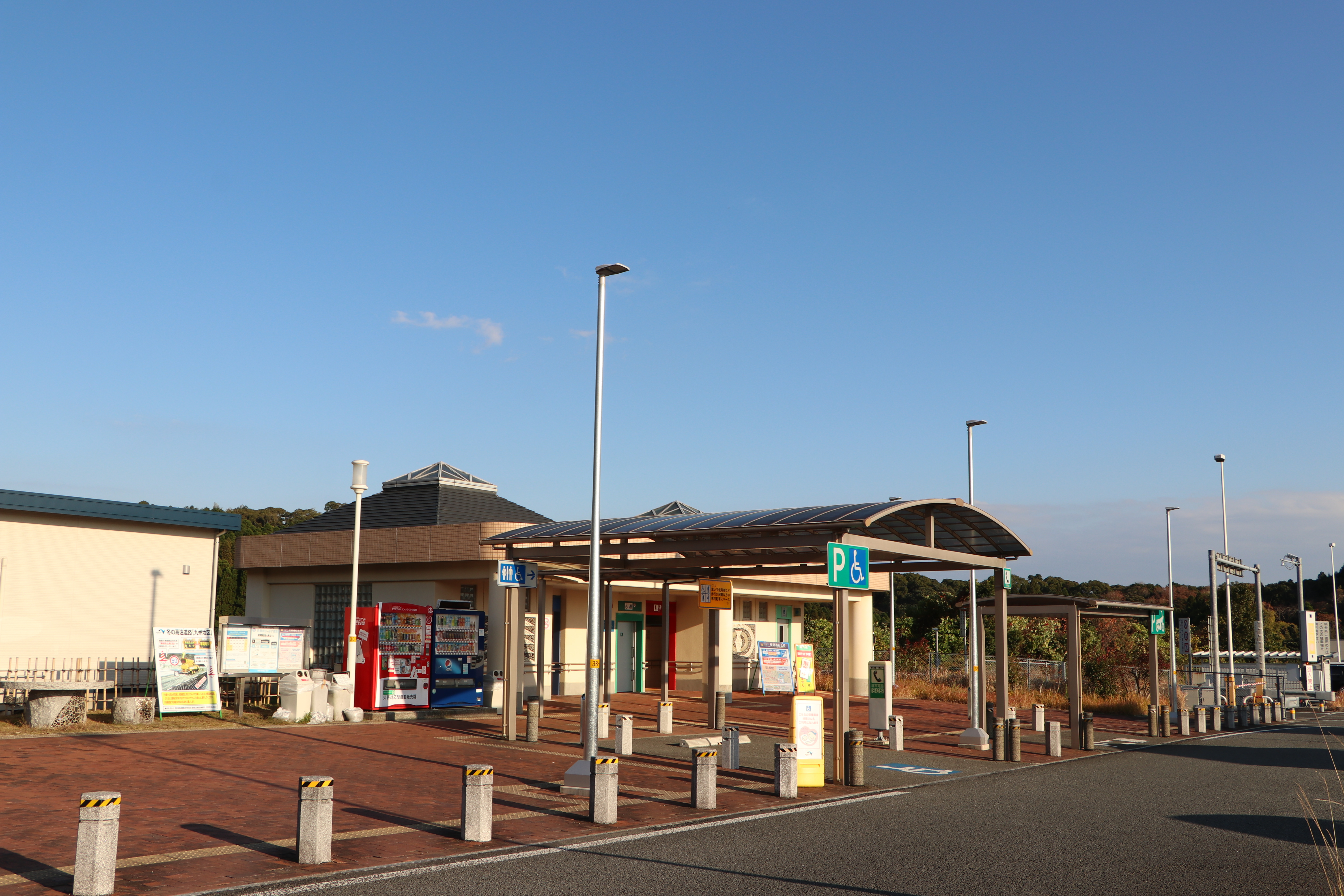
美山パーキングエリア

2023年（令和5年）現在の開通区間に設置されている休憩施設については、本線上に美山パーキングエリア（市来インターチェンジ - 伊集院インターチェンジ間）が設置されており、無料区間には道の駅を併設したインターチェンジがあり、田浦インターチェンジに道の駅たのうら、芦北インターチェンジに道の駅芦北でこぽんが併設されている。
未開通区間についても、2023年（令和5年）1月29日付の南日本新聞や2021年（令和3年）2月18日付の日本放送協会(NHK)の報道によれば、出水北インターチェンジと出水インターチェンジ間の出水市下鯖町に川内原子力発電所の原発事故に備えた防災機能を持つ本線直結型の道の駅の整備が計画されている。また、阿久根市によれば阿久根市大川に設置が予定されている大川インターチェンジに県立自然公園に指定されている牛之浜景勝地を展望することができる道の駅「サンセット牛之浜景勝地」（仮称）の併設を予定している。

### 主なトンネル
熊本県側

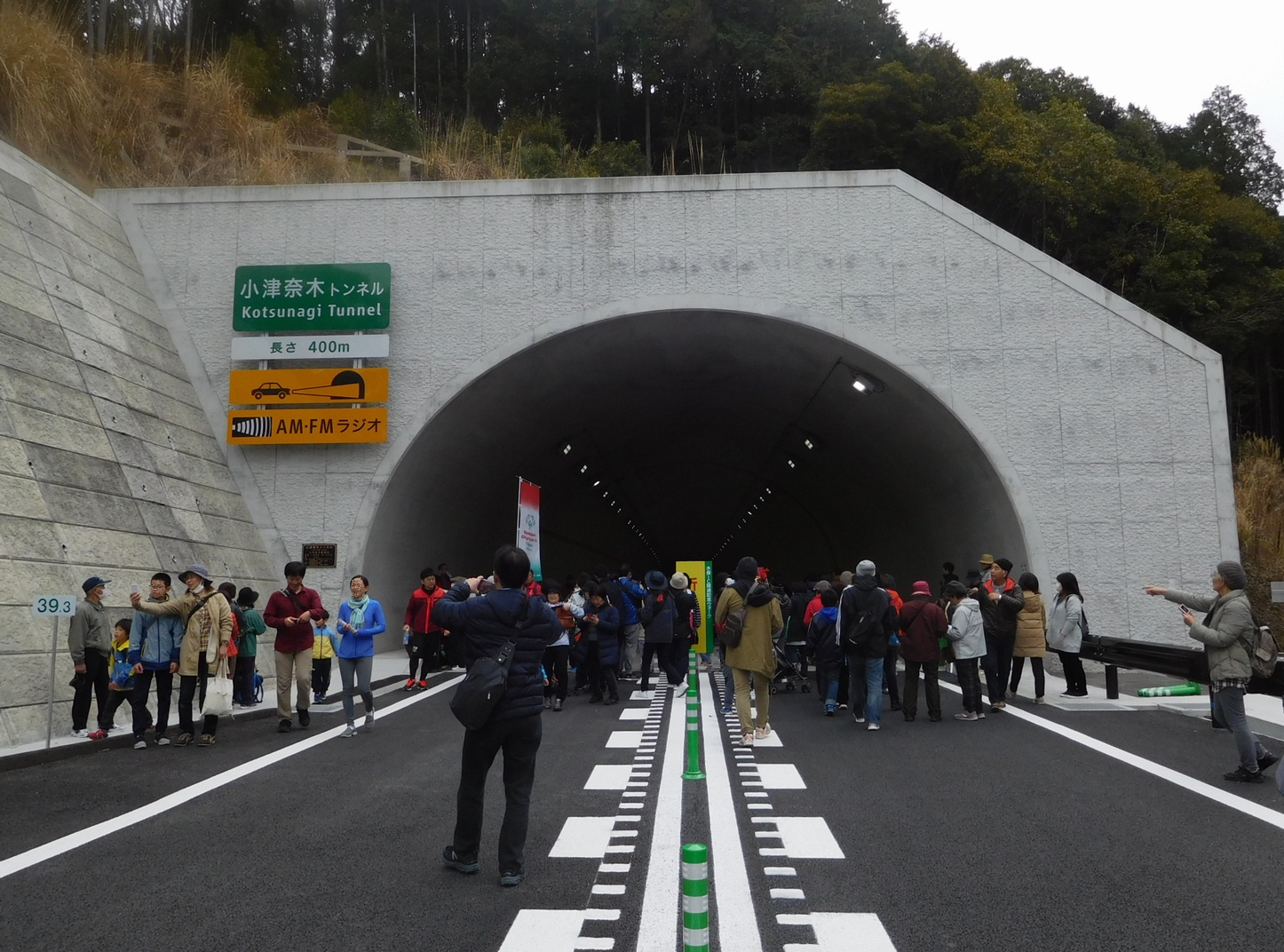
小津奈木トンネル（熊本方面）

- 妙見トンネル（全長722 m、八代JCT - 八代南IC）
- 古麓第一トンネル（全長592 m、八代JCT - 八代南IC）
- 古麓第二トンネル（全長140 m、八代JCT - 八代南IC）
- 二見トンネル（全長1,936 m、日奈久IC - 田浦IC）
- 赤松トンネル（全長2,138 m、日奈久IC - 田浦IC）
赤松太郎峠を貫いている。
- 新佐敷トンネル（全長2,919 m、田浦IC - 芦北IC）
2016年（平成28年）現在南九州西回り自動車道で最長のトンネルであり、佐敷太郎峠を貫いている。
- 乙千屋トンネル（全長172 m、田浦IC - 芦北IC）
- 花岡トンネル（全長494 m、田浦IC - 芦北IC）
- 湯治トンネル（全長1,166 m、芦北IC - 津奈木IC）
- 湯浦トンネル（全長1,085 m、芦北IC - 津奈木IC）
- 新津奈木トンネル（全長1,848 m、芦北IC - 津奈木IC）
津奈木太郎峠を貫いている。
- 小津奈木トンネル (全長399 m、津奈木IC-水俣IC)

鹿児島県側
- 宮里トンネル（全長1,241 m、薩摩川内高江IC - 薩摩川内都IC）
- 都トンネル（全長809 m、薩摩川内都IC - 串木野IC）
- 金山トンネル（全長1,378 m、薩摩川内都IC - 串木野IC）
- 大里トンネル（全長1,235 m、串木野IC - 市来IC）
- 細田口トンネル（全長314 m、松元IC - 鹿児島西IC）

### 橋梁
- 川内川大橋（薩摩川内水引IC - 薩摩川内高江IC）
- 大里高架橋（全長1,187 m、串木野IC - 市来IC）
- 刈敷高架橋（全長644 m、松元IC - 鹿児島西IC）

### 道路管理者
- 西日本高速道路
  - 西日本高速道路熊本高速道路事務所（八代JCT - 日奈久IC）
  - 西日本高速道路鹿児島高速道路事務所（市来IC - 鹿児島西IC）
- 国土交通省
  - 九州地方整備局八代河川国道事務所
  - 九州地方整備局鹿児島国道事務所

### 交通量
24時間交通量（台）　道路交通センサス
2021年時点での交通量は、日奈久IC - 水俣IC、出水IC - 阿久根北IC、薩摩川内都IC - 鹿児島IC間の交通量は概ね1万台を超え、特に鹿児島市街にある鹿児島西IC - 鹿児島IC間は3万台を超す状況となっている。
また道路の混雑具合を示す混雑度は2015年の道路交通センサスによると薩摩川内都IC - 鹿児島IC間ではその道路の交通容量を示す1.0を概ね超えており、市来IC付近では混雑度が1.72を示している。また2021年度の全国道路・街路交通情勢調査によれば、高尾野北IC - 阿久根北IC間・薩摩川内都IC - 鹿児島IC間で1.0を超えており、特に交通量が3万台を大きく上回る鹿児島西IC - 鹿児島IC間は1.99を示している。
| 区間                            | 平成17年度 （2005） | 平成22年度 （2010） | 平成27年度 （2015） | 令和3年度 （2021） |
| ------------------------------- | ------------------- | ------------------- | ------------------- | ------------------ |
| 八代JCT - 八代南IC              | 3,819               | 5,322               | 4,497               | 5,067              |
| 八代南IC - 日奈久IC             | 3,541               | 9,902               | 4,220               | 4,825              |
| 日奈久IC - 田浦IC               | 調査当時未開通      | 13,275              | 12,802              | 14,712             |
| 田浦IC - 芦北IC                 | 調査当時未開通      | 9,996               | 10,225              | 12,513             |
| 芦北IC - 津奈木IC               | 調査当時未開通      | 調査当時未開通      | 調査当時未開通      | 10,509             |
| 津奈木IC - 水俣IC               | 調査当時未開通      | 調査当時未開通      | 調査当時未開通      | 10,348             |
| 水俣IC - 出水IC間               | 未開通              | 未開通              | 未開通              | 未開通             |
| 出水IC - 高尾野北IC             | 調査当時未開通      | 調査当時未開通      | 調査当時未開通      | 11,532             |
| 高尾野北IC - 野田IC             | 調査当時未開通      | 調査当時未開通      | 調査当時未開通      | 14,927             |
| 野田IC - 阿久根北IC             | 調査当時未開通      | 調査当時未開通      | 調査当時未開通      | 12,376             |
| 阿久根北IC - 阿久根IC           | 調査当時未開通      | 調査当時未開通      | 2,094               | 6,957              |
| 阿久根IC - 薩摩川内水引IC間     | 未開通              | 未開通              | 未開通              | 未開通             |
| 薩摩川内水引IC - 薩摩川内高江IC | 調査当時未開通      | 調査当時未開通      | 5,270               | 6,684              |
| 薩摩川内高江IC - 薩摩川内都IC   | 調査当時未開通      | 調査当時未開通      | 5,143               | 6,659              |
| 薩摩川内都IC - 串木野IC         | 調査当時未開通      | 13,741              | 14,993              | 16,126             |
| 串木野IC - 市来IC               | 調査当時未開通      | 15,742              | 15,071              | 16,070             |
| 市来IC - 美山IC                 | 5,004               | 16,346              | 9,696               | 9,750              |
| 美山IC - 伊集院IC               | 5,004               | 17,389              | 10,106              | 10,417             |
| 伊集院IC - 松元IC               | 6,975               | 21,940              | 12,116              | 12,260             |
| 松元IC - 鹿児島西IC             | 7,395               | 22,534              | 12,798              | 13,005             |
| 鹿児島西IC - 鹿児島IC/JCT       | データなし          | 27,682              | 26,172              | 33,209             |

（出典：「平成22年度道路交通センサス」・「平成27年度全国道路・街路交通情勢調査」・「令和3年度 全国道路・街路交通情勢調査」（国土交通省ホームページ）より一部データを抜粋して作成）
- 平成22年度の調査期間中において有料区間全線では、高速道路無料化社会実験が行われていた。

- 令和2年度に実施予定だった交通量調査は、新型コロナウイルスの影響で延期された[63]。

## 地理

### 通過する自治体
- 熊本県
  - 八代市 - 葦北郡芦北町 - 葦北郡津奈木町 - 水俣市
- 鹿児島県
  - 出水市 - 阿久根市
  - 薩摩川内市 - いちき串木野市 - 日置市 - 鹿児島市